# Выборы губернатора Ставропольского края (2024)
Выборы губернатора Ставропольского края будут трехдневными, они продлятся с 6 по 8 сентября 2024 года включительно. Выборы станут 5-ми губернаторскими выборами в истории региона, на которых может быть избран 7-й губернатор Ставропольского края или переизбран действующий глава края.
Глава Ставропольского края избирается на пять лет, то есть до 27 сентября 2029 года.

## Предшествующие события
С 27 сентября 2014 года пост губернатора Ставропольского края занимает Владимир Владимиров, переизбранный на эту должность на региональных выборах 2019 года.
После губернаторской кампании 2019 года в Закон Ставропольского края «О выборах Губернатора Ставропольского края» вносились изменения. Также был принят Федеральный закон от 06.02.2023 года № 12-ФЗ «О внесении изменений в Федеральный закон „Об общих принципах организации публичной власти в субъектах Российской Федерации“ и отдельные законодательные акты Российской Федерации».
В начале 2024 года стало известно, что выборы губернатора Ставропольского края могут пройти 8 сентября 2024 года.
Решение о назначении выборов губернатора должно быть принято не позднее чем за 90 дней до дня голосования; при назначении досрочных выборов сроки могут быть сокращены, но не более чем на одну треть

## Ход избирательной кампании
В середине 2024 года должна начаться избирательная кампания по выборам губернатора края. Документы для выдвижения кандидатов должны быть представлены в Избирательную комиссию Ставропольского края. Организацией выборов губернатора будет заниматься краевой избирком.
Губернатором Ставропольского края может быть избран гражданин Российской Федерации, постоянно проживающий в Российской Федерации, не имеющий гражданства (подданства) иностранного государства либо вида на жительство или иного документа, подтверждающего право на постоянное проживание гражданина Российской Федерации на территории иностранного государства, обладающий в соответствии с Конституцией Российской Федерации, федеральным законом пассивным избирательным правом и достигший возраста 30 лет.
Губернатор Ставропольского края будет избираться гражданами Российской Федерации, проживающими на территории Ставропольского края и обладающими в соответствии с федеральным законом активным избирательным правом, на основе всеобщего равного и прямого избирательного права при тайном голосовании на пять лет.
Кандидат в губернаторы обязан также представить в избирком письменное уведомление о том, что он не имеет счетов (вкладов), не хранит наличные денежные средства и ценности в иностранных банках. Все таковые счета кандидат обязан закрыть к моменту своей регистрации.

### Требования к кандидатам на пост главы Ставропольского края
В поддержку выдвижения кандидата на должность Губернатора Ставропольского края должно быть собрано 143 подписи депутатов представительных органов муниципальных образований Ставропольского края и (или) избранных на муниципальных выборах глав муниципальных образований Ставропольского края, а в числе подписей, должна быть собрана 61 подпись депутатов представительных органов муниципальных районов и городских округов Ставропольского края и (или) избранных на муниципальных выборах глав муниципальных районов и городских округов Ставропольского края и максимальное число подписей депутатов представительных органов муниципальных образований Ставропольского края и (или) избранных на муниципальных выборах глав муниципальных образований Ставропольского края, представляемое в избирательную комиссию Ставропольского края для регистрации кандидата на должность Губернатора Ставропольского края, в количестве 150, максимальное число подписей депутатов представительных органов муниципальных районов и городских округов Ставропольского края и (или) избранных на муниципальных выборах глав муниципальных районов и городских округов Ставропольского края, представляемое в числе подписей в избирательную комиссию Ставропольского края для регистрации кандидата на должность Губернатора Ставропольского края, в количестве 64.
Сам кандидат на должность Губернатора Ставропольского края должен быть поддержан депутатами представительных органов муниципальных районов, городских округов Ставропольского края и (или) избранными на муниципальных выборах главами муниципальных районов, городских округов Ставропольского края не менее чем в 25 муниципальных районах и городских округах Ставропольского края.
По расчёту избиркома, каждый кандидат должен собрать от 143 до 150 подписей депутатов всех уровней и глав муниципальных образований, из которых от 61 до 64 — депутатов представительных органов и (или) глав не менее чем 25 районов и городских округов края.

### Порядок выдвижения кандидатов
Выдвижение кандидата производится избирательным объединением после официального опубликования (публикации) решения о назначении выборов Губернатора Ставропольского края и не позднее чем через 30 дней после дня официального опубликования (публикации) решения о назначении выборов Губернатора Ставропольского края. Избирательное объединение вправе выдвинуть только одного кандидата. Избирательное объединение вправе выдвинуть кандидатом на должность Губернатора Ставропольского края лицо, являющееся членом соответствующей политической партии, либо лицо, не являющееся членом соответствующей или иной политической партии.
Решение о выдвижении кандидата принимается в соответствии с Федеральным законом «О политических партиях» и уставом политической партии.

### Представитель в Совете Федерации
С декабря 2012 года действует новый порядок формирования состава российских сенаторов Совета Федерации. Так каждый кандидат на должность губернатора Ставропольского края при регистрации должен представить список из трёх человек, один из которых избранным кандидатом будет назначен сенатором Российской Федерации от Правительства Ставропольского края.
Действующим сенатором Совета Федерации от исполнительной власти является Михаил Афанасов.

### Кандидаты на пост губернатора
Кандидаты на пост губернатора Ставропольского края будут выдвинуты в соответствии с действующим законодательством.